# آینده نو
روزنامۀ آیندۀ نو به مدیر مسئولی عبدالرسول وصال (رئیس خبرگزاری جمهوری اسلامی در سال‌های آخر دولت محمد خاتمی) در سال ۱۳۸۵ ه‍.ش منتشر شد اما پس از چندی به دلیل مشکلات مالی از انتشار بازماند.
دور جدید انتشار این روزنامه در آذر ۱۳۸۷ به سردبیری محمد قوچانی (سردبیر روزنامه‌های توقیف‌شدۀ شرق و هم‌میهن و هفته‌نامه‌های توقیف‌شدۀ شهروند امروز و نیم‌روز) اعلام شد. اما وزارت ارشاد دولت محمود احمدی‌نژاد بلافاصله اعلام کرد که امتیاز این روزنامه لغو شده‌است.